# Toyota Yaris Verso
De Toyota Yaris Verso is een mini-MPV die geproduceerd werd door Toyota tussen 1999 en 2006. In Japan werd dit model verkocht als Toyota Fun Cargo.

## Ontwerp
De Toyota Yaris Verso is ontworpen door Hirokazu Ikuma.

### Facelift
In 2003 onderging de Yaris Verso een kleine facelift. Met name de vorm van de koplampen en de achterlichten veranderde en in het interieur werden kleine wijzigingen doorgevoerd. In 2006 viel het doek voor de Yaris Verso. Van de Verso-range werd alleen de Corolla Verso doorgeproduceerd onder de naam Verso. In Japan werd de Yaris Verso nog wel opgevolgd door de Toyota Ractis.

## Productie
De Yaris Verso was gebaseerd op de eerste generatie Toyota Yaris en werd geassembleerd in Japan. Hij maakte deel uit van de Verso-range waartoe ook de Toyota Corolla Verso en de Toyota Avensis Verso toe behoorden. Opvallende eigenschap was dat de Yaris Verso geen achterklep had maar een enkele deur, die echter naar de straatkant toe opende.

## Aandrijving
De Yaris Verso was in leverbaar met de volgende motoren:
| Motorcode | Lay-out     | Slagvolume           | Vermogen                     | Koppel                |
| --------- | ----------- | -------------------- | ---------------------------- | --------------------- |
| 2NZ-FE    | FF          | 1298 cc of 1,3 liter | 65 kW of 88 pk bij 6000 tpm  | 123 Nm bij 4400 tpm   |
| 1NZ-FE    | FF          | 1496 cc of 1,5 liter | 81 kW of 110 pk bij 6000 tpm | 143 Nm bij 4200 tpm   |
| 1NZ-FE    | 4WD (Japan) | 1496 cc of 1,5 liter | 77 kW of 105 pk bij 6000 tpm | 138,3 Nm bij 4200 tpm |
| 1ND-TV    | FF          | 1364 cc of 1,4 liter | 55 kW of 75 pk bij 4000 tpm  | 170 Nm bij 2000 tpm   |

## Verso-S
In 2011 bracht Toyota wederom een nieuwe mini-MPV op basis van de Yaris uit, de Verso-S. Deze was in het najaar van 2010 al op de Autosalon in Parijs gepresenteerd.
Personenauto's (leverbaar): Aygo · bZ4X · Camry · Corolla · C-HR · Highlander · Land Cruiser · Mirai · Prius · RAV4 · (GR) Supra · Yaris · Yaris Cross

Bedrijfswagens: Hilux · Proace

Niet meer leverbaar: 1000 · 2000GT · 4Runner · Auris · Avensis · Avensis Verso · Carina · Celica · Corolla Verso · Corona · Cressida · Crown · Dyna · FunCruiser · GT86 · Hiace · iQ · LiteAce · MR2 · Paseo · Picnic · Previa · Starlet · Tercel · Urban Cruiser · Verso · Verso-S · Yaris Verso